# Graphiphora rufescens
Graphiphora rufescens är en fjärilsart som beskrevs av Barend J. Lempke 1962. Graphiphora rufescens ingår i släktet Graphiphora och familjen nattflyn. Inga underarter finns listade i Catalogue of Life.